# 9区 (ホーチミン市)
9区（きゅうく、ベトナム語：Quận 9 / 郡𠃩）はホーチミン市にかつて存在した区の1つである。区内には遊園地のスイティエン公園などがある。
2020年12月9日に2区・トゥドゥック区と合併してトゥドゥック市となり消滅した。

## 行政
9区は13の坊（Phường）を管轄していた。住所表記では坊が略称で書かれることが多い（例：Phường Bình Thuận → P. BT）
- フオックロンA（Phước Long A / 福隆A）
- フオックロンB（Phước Long B / 福隆B）
- タンノンフーA（Tăng Nhơn Phú A / 增仁富A）
- タンノンフーB（Tăng Nhơn Phú B / 增仁富B）
- ロンチュオン（Long Trường / 隆長）
- チュオンタイン（Trường Thạnh / 長盛）
- フオックビン（Phước Bình / 福平）
- タンフー（Tân Phú / 新富）
- ヒエップフー（Hiệp Phú / 協富）
- ロンタインミー（Long Thạnh Mỹ / 隆盛美）
- ロンビン（Long Bình / 隆平）
- ロンフオック（Long Phước / 隆福）
- フーフー（Phú Hữu / 富有）